# 孙喆
孙喆（1963年10月—），山东龙口人。男，汉族。1985年8月参加工作，1984年3月加入中国共产党。哈尔滨建筑工程学院城市建设系给水排水专业毕业，工学博士，教授。中华人民共和国政治人物。

## 简历
1981年8月，在哈尔滨建筑工程学院城市建设系给水排水专业学习。1985年8月，任哈尔滨建筑工程学院教师、教研室党支部书记、室主任(其间：1988年3月—1991年1月，在哈尔滨建筑工程学院环境工程专业硕士研究生在职学习，获工学硕士学位)。1996年2月，任哈尔滨建筑大学市政环境工程学院党总支副书记、副院长(其间：1996年2月—1998年11月，在哈尔滨建筑大学市政工程专业博士研究生在职学习，获工学博士学位)。
1999年7月，任佳木斯市人民政府市长助理。2000年10月，任佳木斯市副市长。2007年1月，任中共佳木斯市委常委、市人民政府副市长、市人民政府党组副书记。2010年4月，任中共佳木斯市委副书记、市人民政府代理市长（5月当选市长）。2013年12月，任中共齐齐哈尔市党委副书记、提名市长（2014年1月任代市长，2月当选市长）。2015年4月，任中共双鸭山市党委书记。2018年1月，转任中共哈尔滨市委副书记、市人民政府代理市长。2022年4月，改任哈尔滨市人大常委会主任。
2013年，当选第十二届全国人民代表大会黑龙江地区代表。2018年2月24日，当选为第十三届全国人大代表。